# Dioxys modesta
Dioxys modesta là một loài ong trong họ Megachilidae. Loài này được Popov miêu tả khoa học đầu tiên năm 1936.